# Stargard
Stargard (in casciubo Stôrgard, in tedesco Stargard in Pommern) è una città polacca del distretto di Stargard Szczeciński nel voivodato della Pomerania Occidentale. Ricopre una superficie di 48,1 km² e nel 2007 contava 70453 abitanti. Fino al 31 dicembre 2015, la città era conosciuta come Stargard Szczeciński. Dal 1º gennaio 2016, la città è conosciuta semplicemente come Stargard.

## Storia
Ai piedi del cimitero di guerra di Stargard Szczeciński vi è un memoriale che commemora i prigionieri di guerra italiani che perirono presso lo Stalag II-D durante la seconda guerra mondiale e sono attualmente sepolti in questo cimitero.
Nella vicina località di Schelkowhammer (oggi Kuźnica Żelichowska) fu trucidato dai nazisti durante una marcia della morte, nel gennaio 1945, il Generale di Brigata italiano Alberto Trionfi.

## Geografia fisica
È situata nel voivodato della Pomerania Occidentale, a 35 km est del capoluogo (Stettino), a 30 m sul fiume Ina.

## Economia
È un nodo ferroviario con industrie metalmeccaniche, tessili, del legno, alimentari ed elettroniche.

## Altri progetti

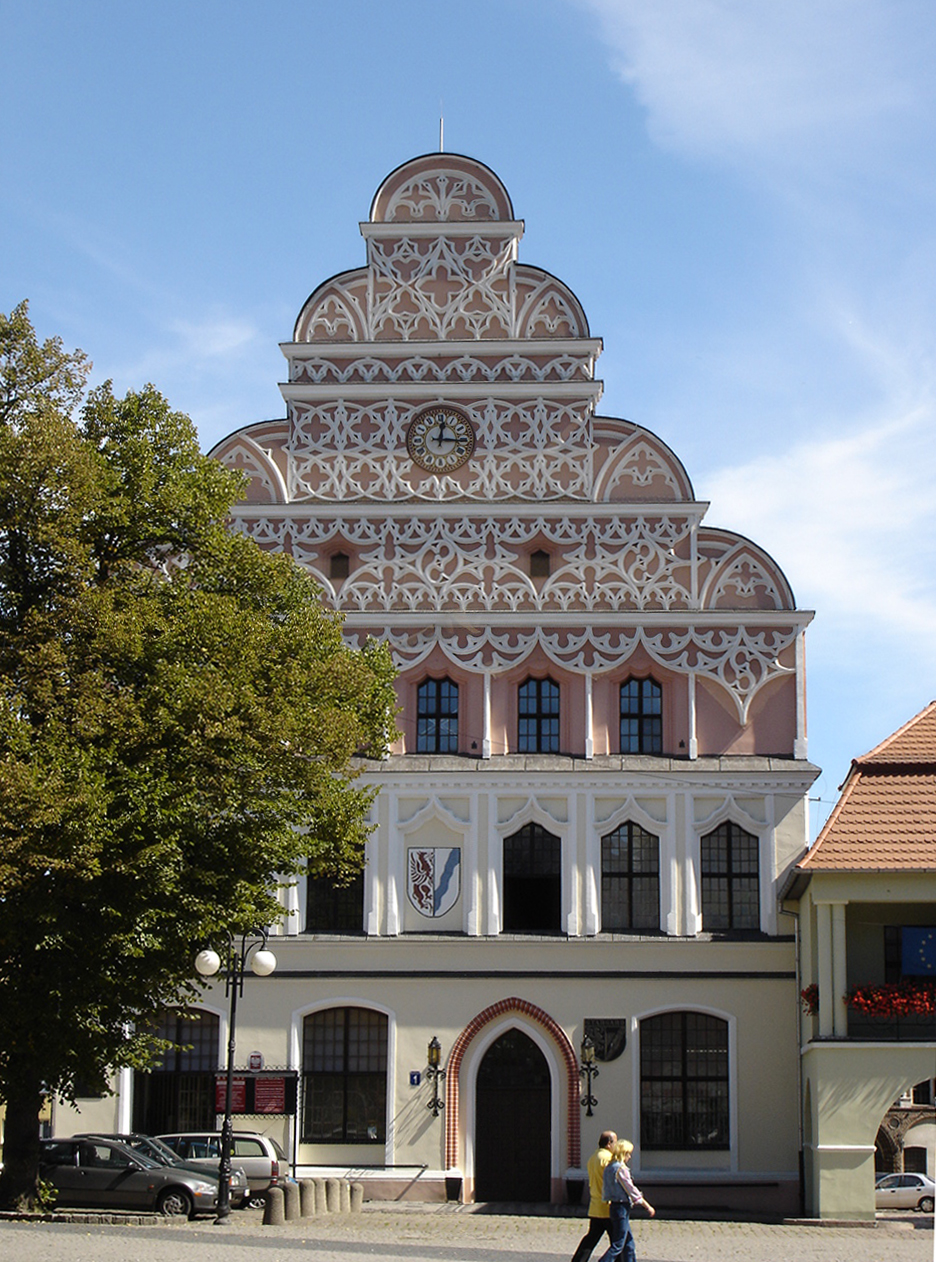
Il municipio